# Елк-Крік (Каліфорнія)
Елк-Крік (англ. Elk Creek) — переписна місцевість (CDP) в США, в окрузі Гленн штату Каліфорнія. Населення — 138 осіб (2020).

## Географія
Елк-Крік розташований за координатами 39°35′55″ пн. ш. 122°31′56″ зх. д. / 39.59861° пн. ш. 122.53222° зх. д. (39.598678, -122.532320).  За даними Бюро перепису населення США в 2010 році переписна місцевість мала площу 3,84 км², з яких 3,75 км² — суходіл та 0,08 км² — водойми.

## Демографія
Згідно з переписом 2010 року, у переписній місцевості мешкали 163 особи в 73 домогосподарствах у складі 51 родини. Густота населення становила 43 особи/км².  Було 84 помешкання (22/км²).
Расовий склад населення:
| - 88,3 % — білих - 4,3 % — корінних американців - 0,6 % — азіатів - 4,9 % — осіб інших рас |

До двох чи більше рас належало 1,8 %. Частка іспаномовних становила 4,9 % від усіх жителів.
За віковим діапазоном населення розподілялося таким чином: 15,3 % — особи молодші 18 років, 58,3 % — особи у віці 18—64 років, 26,4 % — особи у віці 65 років та старші. Медіана віку мешканця становила 52,5 року. На 100 осіб жіночої статі у переписній місцевості припадало 101,2 чоловіків;  на 100 жінок у віці від 18 років та старших — 97,1 чоловіків також старших 18 років.
Середній дохід на одне домашнє господарство  становив 45 293 долари США (медіана — 38 750), а середній дохід на одну сім'ю — 48 420 доларів (медіана — 44 219). За межею бідності перебувало 9,9 % осіб, у тому числі 100,0 % дітей у віці до 18 років та 0,0 % осіб у віці 65 років та старших.
Цивільне працевлаштоване населення становило 62 особи. Основні галузі зайнятості: освіта, охорона здоров'я та соціальна допомога — 11,3 %, мистецтво, розваги та відпочинок — 9,7 %, транспорт — 4,8 %, публічна адміністрація — 4,8 %.